# Marina Bazanova
Marina Bazanova (n. 25 decembrie 1962, Omsk, RSFS Rusă, URSS – d. 27 aprilie 2020, Bremen, Germania) a fost o handbalistă ce a reprezentat Uniunea Republicilor Sovietice Socialiste, medaliată olimpică. A participat la 2 ediții ale Jocurilor Olimpice (1988, 1992) în care a câștigat două medalii de bronz.